# إريك بريجمان
«إريك ويليام بريجمان» (7 فبراير 1891 - 21 ديسمبر 1955) كان  فنلندي مهندس معماري. وُلِد في توركو ، وهو الأصغر من بين خمسة أبناء يوهان أولريك بريجمان (1838-1911) وويندلا جوستافا بريجمان (ني نوردستروم) (1852–1903). بدأ دراساته في الهندسة المعمارية في جامعة هلسنكي للتكنولوجيا في عام 1910 وتأهل كمهندس معماري في عام 1916. في عام 1914 قام هو وزميله الطالب هيلدينج إيكلوند برحلة دراسية إلى الدنمارك والسويد. في عام 1920 سافر إلى إيطاليا ، حيث استوحى إلهامه من العمارة المحلية المحلية أكثر من أعمال  الكلاسيكية أو الباروك. عمل في هلسنكي للعديد من المهندسين المعماريين ، بما في ذلك سيغورد فروستروس و أرماس ليندجرين وأوتو إيفاري مورمان و فالتر جونغ قبل أن يبدأ مكتبه الخاص في توركو في عام 1923. مزيج من الخصائص الشمالية والكلاسيكية والحديثة.
تزوج بريجمان من أجدا جرونبيرج (1890–1960) ، وهي ممرضة من توركو ، في عام 1917. وتوفي طفلهما الأول. تبع طفلهما الثاني ، كارين بريجمان (1920-1993) ، خطى والدها ، حيث أصبح مصممًا معروفًا وأكمل عددًا من أعماله بعد وفاته في عام 1955. كما أنجبا طفلًا ثالثًا ، يوهان أولريك بريجمان (1925- 1994).

## مهنة
برز بريجمان في فنلندا في أوائل العشرينيات من القرن الماضي بتصميم منازله على طراز الكلاسيكية الشمالية. من بين أبرز أعماله في تلك الفترة في وسط توركو ، ولا سيما فندق سيوراهون (1927-1928) ، ومبنى Atrium السكني (1925-1927) ومقابله مباشرة فندق مضياف بيثيل (1926-1929) ، وبين بريجمان صمم رحلة صغيرة الحجم لكنها ضخمة من السلالم والساحات. يُعد مشروع فندق هوسبيتس بيتل ملحوظًا أيضًا لتمييز انتقال بريجمان من الكلاسيكية الاسكندنافية إلى الحداثة ، حيث قام خلال منتصف المشروع بإزالة الزخرفة الكلاسيكية وإضافة المعسكر الحديث المتميز المجاور للكنيسة الحالية التي كانت جزءًا من اللجنة.
في عام 1927 بدأ بريجمان التعاون مع المهندس المعماري ألفار آلتو ، وأصبحوا معًا روادًا في فنلندا في الهندسة المعمارية الحديثة. أشهر مشروع مشترك لهم هو تصميم معرض توركو لعام 1929 ؛ غالبًا ما يقال إنه توقع الحداثة الخالصة لـ  معرض ستوكهولم لعام 1930 ؛ ولكن في الواقع ، كان معرض توركو على نطاق أصغر بكثير من المعرض الموجود في ستوكهولم - المهندسين المعماريين الرئيسيين الذين كانوا جونار أسبلوند وسيجورد ليورنتز - وزار آلتو وبريجمان بالقرب من ستوكهولم السويد خلال مراحل التخطيط والبناء واستلهمت منها. مع احتفالهم بالهيكل ، بالإضافة إلى الطباعة و «أثاث الشوارع» ، لاحظ المؤرخون أيضًا تأثير العمارة البنائية الروسية على كل من معارض ستوكهولم وتوركو.
عندما انتقل آلتو إلى هلسنكي في عام 1935 ، واصل بريجمان التدرب بمفرده ، على الرغم من عدم تحقيق شهرة آلتو مطلقًا. أشهر أعماله الفردية هي امتداد مكتبة جامعة توركو (1935) ، المصممة بأسلوب أكثر صرامة [[الوظيفية (الهندسة المعمارية] | الوظيفية]] ، ومصلى القيامة (1941 ، تم الانتهاء منه خلال زمن الحرب) في مقبرة توركو ، والتي تمثل توليفًا ناضجًا لعمارة بريجمان ، والانتقال نحو الأشكال العضوية ، وخلق حوار مع المناظر الطبيعية المحيطة. على أساس تصميم كنيسة القيامة ، تم تكليف بريجمان بعد الحرب بتصميم العديد من النصب التذكارية للحرب وكنائس المقابر ، وأبرزها الكنائس في لابينرانتا و هونكانومي في فانتا.
كان بريجمان مسؤولاً أيضًا عن ترميم قلعة توركو في العصور الوسطى من عام 1939 حتى وفاته (ثم تابع العمل مساعده أولي كيستيلا وابنة بريجمان ، المصممة الداخلية كارين بريجمان). بالإضافة إلى الترميم الدقيق وحتى إعادة بناء بعض الأجزاء المدمرة بشكل سيئ من القلعة ، قام بريجمان بإدخال العديد من المساحات بأسلوب عصري متميز. بالإضافة إلى العديد من المباني العامة (مقابر ، مستشفيات ، ملعب ، معهد رياضي ، مدارس ، محطة كهرباء) صمم بريجمان أيضًا العديد من الفيلات الخاصة والمنازل الصيفية للعملاء الأثرياء في منطقة أرخبيل توركو. كان العمل الوحيد المعروف لبريجمان خارج فنلندا هو الجناح الفنلندي في معرض أنتويرب العالمي في بلجيكا (1929–30 ، والذي حصل على الجائزة الكبرى للمعرض.

## روابط خارجية
- جمعية إريك بريجمان